# Wilby Wonderful
Wilby Wonderful è un film del 2004 diretto da Daniel MacIvor.

## Trama
La piccola cittadina canadese di Wilby si sta preparando per la sua fiera annuale quando uno scandalo minaccia di scuotere le sue fondamenta: il giornale locale sta per pubblicare dettagli e nomi di uomini arrestati dalla polizia durante un raid a Wilby Watch, una grande area non sviluppata su un'isola.
Gli abitanti di Wilby cercano di mantenere gli affari come al solito. L'agente immobiliare Carol French sta cercando di vendere al sindaco la casa della sua defunta suocera e cerca di raggiungere le sue ambizioni sociali. Suo marito, il bonario agente di polizia Buddy, che indaga sulle voci di sesso gay e droghe al Watch con il suo partner Stan, è distratto dalla sua fiorente storia d'amore con l'ex compagna di classe Sandra Anderson. Sandra è appena tornata sull'isola ed ha aperto una caffetteria, ma la sua cattiva reputazione di donna promiscua è difficile da cancellare. La figlia adolescente di Sandra, Emily, che osserva con risentimento le azioni della madre, spera in una storia d'amore seria diversa dalla storia della madre, ma il suo fidanzato potrebbe avere intenzioni più elementari. Dopo che la moglie lo ha lasciato sulla scia dello scandalo gay in attesa, il proprietario del negozio di video depressivi new-to-town Dan Jarvis cerca di uccidersi, e Duck MacDonald, il tuttofare della città, continua a interrompere i suoi tentativi. Duck rimane stoico di fronte al tumulto, apparentemente l'unico (in silenzio) a riconoscere i drammi di tutti gli altri mentre cerca costantemente la compagnia di Dan. E il sindaco della città potrebbe giocare lo scandalo per concludere un accordo per trasformare Wilby Watch in un campo da golf.
Lo scandalo costringerà i personaggi a rivalutare le loro vite e ad accettare i loro segreti e bugie.

## Le riprese
Wilby Wonderful è stato girato dal 21 luglio al 25 agosto 2003 a Shelburne, in Nuova Scozia. È stato girato in gran parte in una stazione delle forze canadesi dismessa, soprannominata "Camp Wilby" dal cast e dalla troupe. Mentre Wilby non è mai localizzata esplicitamente nel film, Daniel MacIvor ha riconosciuto le sue somiglianze con il suo luogo di nascita di Cape Breton.
Il titolo originale era Honey e la città prese il nome da questo, ma quando uscì un film con lo stesso nome, Daniel MacIvor decise per Wilby come riferimento per la speranza e per il futuro.

## Colonna sonora
- Give me the chance to fall e Statement, eseguite da Gentleman Reg
- All about you, eseguita da Young Ideas
- What went wrong e Save me too, eseguite da Scott B. Sympathy
- Shoelace easy, eseguita da Stratochief
- Strangest dream, eseguita e scritta da Kate Maki
- Something's coming eseguita e scritta da Rebecca Jenkins
- Measure me, eseguita da Nathan
- A lighthearted lovesong, eseguita da The Pets
- Find another fool, eseguita da The Swiftys
- Tempest,  Piano Sonata No.17 in D Major, Op.31, No.2, eseguita da Ethella Chuprik
- Whatever will be, eseguita da Fiona Highet, Andrew Scott e Patrick Pentland

## Riconoscimenti
- 2004 - Atlantic Film Festival
  - Outstanding Performance by an Actor - Female a Ellen Page
- 2005 - Genie Awards
  - Nomination Miglior performance di un'attrice in un ruolo secondario a Ellen Page
  - Nomination Best Achievement in Music - Original Song a Rebecca Jenkins per la canzone "Something's Coming"
- 2005 - Vancouver Film Critics Circle
  - Miglior attrice non protagonista canadese a Rebecca Jenkins
  - Nomination Miglior regista canadese a Daniel MacIvor
- 2006 - Chlotrudis Awards
  - Nomination Best Ensemble Cast
  - Nomination Miglior sceneggiatura originale a Daniel MacIvor
  - Nomination Miglior attrice non protagonista a Sandra Oh